# Cours après moi que je t'attrape
Pour plus de détails, voir Fiche technique et Distribution.
Cours après moi que je t'attrape est un film français, réalisé par Robert Pouret en 1976

## Synopsis
Paul est percepteur, Jacqueline est toiletteuse de chiens au « Chenil du chien chic ». Ils ont tous deux la quarantaine et vivent en solitaires, lui après un mariage rompu, elle, à la suite d'une déception amoureuse. Ils se rencontrent grâce aux petites annonces matrimoniales du Chasseur français ; mais à leur âge, chacun a ses habitudes et son caractère et tous leurs rendez-vous sont marqués par des incidents qui semblent rendre difficile leur vie commune : pour leur première soirée, par erreur, Paul conduit Jacqueline dans une salle où passe un film porno ; les chiens de Jacqueline dévastent la villa de Paul ; le fils de ce dernier survient avec sa petite amie… Plus tard, une ancienne maîtresse de Paul l'enferme dans son bureau au moment où il devait rejoindre Jacqueline. Rupture, retrouvailles, scènes de ménage. Après toutes ces péripéties, ils comprennent qu'ils ne peuvent plus vivre l'un sans l'autre.

## Fiche technique
Sauf indication contraire, les informations mentionnées dans cette section peuvent être confirmées par la base de données cinématographiques Unifrance,  présente dans la section « Liens externes ».
- Titre original : Cours après moi que je t'attrape
- Réalisation : Robert Pouret
- Scénario : Nicole de Buron
- Adaptation et dialogues : Nicole de Buron et Robert Pouret
- Assistants Metteurs en scène : Claude Miller et Franck Apprederis
- Décors : Gérard Daoudal
- Images : Guy Durban et Ennio Guarnieri
- Musique : Jean-Pierre Pouret
- Cameraman : Jean-Loup Gobert
- Son : Bernard Ortion
- Montage : Armand Psenny
- Production : Guy Belfond et Claire Tucherer pour les Films 21, Les Films Montfort, FR3, S.F.P., Axe Films La Boëtie
- Directeur de Production : Patrick Desmaretz
- Distribution : Films La Boëtie
- Pays de production :  France
- Langue de tournage : français
- Format : couleur
- Durée : 91 minutes
- Date de sortie : 
  - France : 25 août 1976

## Distribution
- Jean-Pierre Marielle : Paul Gaillard
- Annie Girardot : Jacqueline Bréchère
- Geneviève Fontanel : Simone Daru
- Marilù Tolo : Anita
- Daniel Prévost : Champfrein
- Anémone : une ouvreuse au cinéma
- Claude Beauthéac : M. fruits et légumes
- Betty Beckers : une cliente
- Philippe Brizard : Cuffier, l'employé de la perception
- Marie-Anne Chazel : une secrétaire de Paul
- Jacques Couderc : un homme au café
- Madeleine Damien : une cliente 'Au chien chic'
- Chantal Delame : l'aubergine
- Jacqueline Doyen : une secrétaire de Paul
- Jean-Paul Farré : le livreur de journaux
- Lydia Feld : la caissière
- Sébastien Floche : un journaliste TV
- Nina Gorski : l'ex-femme de Paul
- Gérard Hernandez : Grandpré
- Jeanne Herviale : la dame perception
- Francis Joffo : un dragueur au café
- Sylvie Joly
- Christine Laurent : Sylvie
- Rita Maiden : une cliente 'Au chien chic'
- Jean-Jacques Moreau : un serveur
- Catherine Ohotnikoff : une cliente 'Au chien chic'
- Yves Pignot : l'homme du couple à la chambre
- Sylvie Pinel : la secrétaire de Champfrein
- Pierre Repp : le chauffeur de taxi
- Roger Riffard : un serveur
- Colette Ripert : une cliente
- Jean Roquel : un spectateur au cinéma
- Sylvain Rougerie : Patrick
- Jacqueline Rouillard : une cliente 'Au chien chic'
- Mauricette Saillot
- Janine Souchon
- Katia Tchenko : l'amie comédienne de Grandpré
- Virginie Vignon : la femme du couple à la chambre
- Josée Yanne : une cliente 'Au chien chic'
- Jean Abeillé (non crédité) bloque la porte du bureau de JP Marielle et se fait rouspéter à ce sujet.
- Bernard Fresson : un inconnu au café (non crédité)

## Autour du film
Au début du film, la scène de rencontre entre Annie Girardot et Jean-Pierre Marielle se déroule dans le Bouillon Chartier du 59, boulevard du Montparnasse à Paris.